# Hrvatski muslimanski konvikt u Sarajevu
Hrvatski muslimanski konvikt je bio konvikt za odgoj hrvatske muslimanske mladeži u Sarajevu. Osnovali su ga u doba Austro-Ugarske Hakija Hadžić i Ademaga Mešić. "Hakin konvikt" je bio jedan od središta u kojem se razvijala mladohrvatska akcija u Sarajevu (od 1912. do 1914), pod brigom Ademage Mešića, Bekira Mehmedbašića i Šemsi-bega Salihbegović i tehničkom upravom Hakije Hadžića, Mije Vučka i Ivana Renđela. U ovome krugu 1913. pokrenut je list Hrvatska svijest.
Konviktom je predsjedavao Hakija Hadžić.